# Scarabaeoidea
Scarabaeoidea é uma superfamília de coleópteros, a única da infraordem Scarabaeiformia. Possui cerca de 35 mil espécies, com 200 novas espécies descritas todos os anos. As suas famílias constituintes estão a ser revistas, sendo que a lista abaixo é preliminar. American Beetles lista as seguintes famílias:
- Belohinidae Paulian 1959
- Bolboceratidae Laporte de Castelnau, 1840
- Ceratocanthidae White 1842 (= Acanthoceridae)
- Diphyllostomatidae Holloway 1972
- Geotrupidae Latreille, 1802
- Glaphyridae MacLeay, 1819
- Glaresidae Semenov-Tian-Shanskii and Medvedev 1932
- Hybosoridae Erichson, 1847
- Lucanidae Latreille 1804
- Ochodaeidae Mulsant and Rey 1871
- Passalidae Leach, 1815
- Pleocomidae LeConte 1861
- Scarabaeidae Latreille 1802
- Trogidae MacLeay 1819